# Marko Anttila
Marko Anttila (Lempäälä, 27 de maio de 1985) é um jogador de hóquei no gelo finlandês. Ele atua na Jokerit da Kontinental Hockey League (KHL). Sua grande estatura física lhe rendeu o apelido de Groke.
Anttila jogou seus primeiros jogos de hóquei no gelo de nível sênior durante a temporada 2003-04. Ele marcou 38 pontos em 22 jogos da temporada regular do Suomi-sarja durante sua temporada de estreia. Nos Jogos Olímpicos de Inverno de 2022 em Pequim, conquistou a medalha de ouro no torneio masculino.